# Jarkovac
Jarkovac (srpski:  Jarkovac, mađarski Árkod) je naselje u Banatu, u Vojvodini, u sastavu općine Sečanj.

## Stanovništvo
Prema popisu stanovništva iz 2002. godine u naselju Jarkovac živi 1.817 stanovnika, od čega 1.440 punoljetnih stanovnika s prosječnom starosti od 41,5 godina (40,2 kod muškaraca i 42,6 kod žena). U naselju ima 658 domaćinstava, a prosječan broj članova po domaćinstvu je 2,76.
Prema popisu iz 1991. godine u naselju je živjelo 2.155 stanovnika.
| Etnički sastav 2002. |            |        |
| Narod                | Stanovnika | %      |
| Srbi                 | 1.386      | 76,27% |
| Mađari               | 158        | 8,69%  |
| Rumunji              | 104        | 5,72%  |
| Romi                 | 40         | 2,20%  |
| Nijemci              | 26         | 1,43%  |
| Slovaci              | 19         | 1,04%  |
| Jugoslaveni          | 15         | 0,82%  |
| Makedonci            | 12         | 0,66%  |
| Rusi                 | 4          | 0,22%  |
| Hrvati               | 3          | 0,16%  |
| Muslimani            | 3          | 0,16%  |
| Bugari               | 1          | 0,05%  |
| Ukrajinci            | 1          | 0,05%  |
| nepoznato            | 8          | 0,44%  |

| broj stanovnika | 2936  | 3035  | 2963  | 2624  | 2291  | 2155  | 1817  |
|                 | 1948. | 1953. | 1961. | 1971. | 1981. | 1991. | 2001. |

## Vanjske poveznice
- Karte, udaljenosti i vremenska prognoza
- Satelitski snimak naselja  Arhivirana inačica izvorne stranice od 20. veljače 2021. (Wayback Machine)